# لاکتیل
لاکتیل (به انگلیسی: Lacteal) مویرگ‌های لنفاوی درون پرزهای رودهٔ باریک هستند و وظیفهٔ آنها جذب چربی‌های محلول در لبنیات است. چربی‌های محلول در لبنیات پس از یک سری فرایندهای شیمیایی در رودهٔ باریک از جمله تجزیهٔ چربی‌های لبنی توسط مایع صفرا، فرایند آبکافت به وسیلهٔ آنزیم لیپاز و غیره چربی‌های لبنی توسط لاکتیل‌ها جذب می‌شوند تا به اندام‌های دیگر بدن برده شوند. هنگام جذب چربی‌های محلول در لبنیات توسط لاکتیل هااز متابولیسم اثر عبور اول پرهیز می‌شود.